# Климат Южно-Курильска
Климат Южно-Курильска муссонный с дождливым пасмурным летом и мягкой облачной зимой. Среднегодовая температура — +5,3 °C, a в XXI веке достигает и +6,0 °C. Среднегодовое количество осадков — 1273 мм. Южно-Курильск — одно из наименее контрастных по температурному режиму городских поселений России. Южно-Курильск относится к районам Крайнего Севера, хотя среднегодовая температура здесь сравнима с московской (+5,1…+5,8 °C), а зимние температуры примерно соответствуют приазовским. На острове лишь однажды наблюдался 20-градусный мороз (в 1953 году). При этом лето характеризуется весьма прохладной, пасмурной и сырой погодой.

## Общая характеристика
Южно-Курильск расположен на берегу Южно-Курильского пролива. Благодаря влиянию Тихого океана зима теплее, чем в материковых районах Евразии. Лето наступает значительно позже, чем на материке, и характеризуется пасмурной и сравнительно прохладной погодой.
Наиболее тёплый месяц — август, его средняя температура 15,8 °C. Наиболее холодный месяц — февраль с температурой −5,6 °C.
Абсолютный максимум температуры: +30,5 °C (зарегистрирован 6 августа 1983 года и 7 августа 1994 года). Абсолютный минимум температуры: −20,3 °C (зарегистрирован 10 февраля 1953 года).
Годовой максимум осадков — 1625 мм (в 1972 году), годовой минимум — 919 мм (в 1949 году). Рекордный максимум осадков за сутки — 144 мм (отмечен в сентябре 1947 года).

### Скорость ветра
Средняя скорость ветра в Южно-Курильске — 4,9 м/с.
| Скорость ветра      | Скорость ветра | Скорость ветра | Скорость ветра | Скорость ветра | Скорость ветра | Скорость ветра | Скорость ветра | Скорость ветра | Скорость ветра | Скорость ветра | Скорость ветра | Скорость ветра | Скорость ветра |
| Месяц               | Янв            | Фев            | Мар            | Апр            | Май            | Июн            | Июл            | Авг            | Сен            | Окт            | Ноя            | Дек            | Год            |
| Скорость ветра, м/с | 6,0            | 5,6            | 5,4            | 4,9            | 4,3            | 3,7            | 3,3            | 3,6            | 4,6            | 5,7            | 6,1            | 6,0            | 4,9            |
| ------------------- | -------------- | -------------- | -------------- | -------------- | -------------- | -------------- | -------------- | -------------- | -------------- | -------------- | -------------- | -------------- | -------------- |

### Атмосферные явления
| Число дней с различными явлениями | Число дней с различными явлениями | Число дней с различными явлениями | Число дней с различными явлениями | Число дней с различными явлениями | Число дней с различными явлениями | Число дней с различными явлениями | Число дней с различными явлениями | Число дней с различными явлениями | Число дней с различными явлениями | Число дней с различными явлениями | Число дней с различными явлениями | Число дней с различными явлениями | Число дней с различными явлениями |
| Месяц                             | Янв                               | Фев                               | Мар                               | Апр                               | Май                               | Июн                               | Июл                               | Авг                               | Сен                               | Окт                               | Ноя                               | Дек                               | Год                               |
| Дождь                             | 3                                 | 2                                 | 5                                 | 14                                | 20                                | 22                                | 24                                | 22                                | 18                                | 20                                | 16                                | 9                                 | 175                               |
| Снег                              | 26                                | 22                                | 22                                | 11                                | 2                                 | 0                                 | 0                                 | 0                                 | 0,06                              | 1                                 | 13                                | 24                                | 121                               |
| Туман                             | 0,6                               | 2                                 | 4                                 | 12                                | 18                                | 23                                | 25                                | 20                                | 9                                 | 3                                 | 1                                 | 0,8                               | 118                               |
| Гроза                             | 0                                 | 0                                 | 0                                 | 0,1                               | 0,5                               | 0,5                               | 0,9                               | 1                                 | 0,9                               | 0,8                               | 0,6                               | 0,1                               | 5                                 |
| Роса                              | 0                                 | 0                                 | 0,03                              | 1                                 | 9                                 | 10                                | 9                                 | 13                                | 18                                | 14                                | 4                                 | 0,3                               | 78                                |
| Иней                              | 15                                | 18                                | 20                                | 15                                | 4                                 | 0,3                               | 0                                 | 0                                 | 0,06                              | 2                                 | 8                                 | 12                                | 94                                |
| Метель                            | 8                                 | 5                                 | 5                                 | 1                                 | 0,1                               | 0                                 | 0                                 | 0                                 | 0                                 | 0                                 | 0,8                               | 4                                 | 24                                |
| Позёмок                           | 13                                | 10                                | 6                                 | 2                                 | 0,03                              | 0                                 | 0                                 | 0                                 | 0                                 | 0                                 | 1                                 | 7                                 | 39                                |
| Гололёд                           | 0,2                               | 0,3                               | 2                                 | 2                                 | 0,1                               | 0                                 | 0                                 | 0                                 | 0                                 | 0                                 | 0,03                              | 0,1                               | 5                                 |
| --------------------------------- | --------------------------------- | --------------------------------- | --------------------------------- | --------------------------------- | --------------------------------- | --------------------------------- | --------------------------------- | --------------------------------- | --------------------------------- | --------------------------------- | --------------------------------- | --------------------------------- | --------------------------------- |

## Зима
Зимой преобладают ветры северо-западных направлений, приносящие с материка морозную погоду, которая, доходя до Южно-Курильска, сильно смягчается Охотским морем. Климатическая зима приходит, в среднем, 10 декабря, когда средняя суточная температура воздуха становится устойчиво ниже нуля. Устойчивый снежный покров устанавливается во второй половине декабря. Зима обычно мягкая, с регулярными оттепелями и похолоданиями. В дневные часы температура редко опускается ниже −5 °C, а в ночные — ниже −10 °C.
Климатическая зима в посёлке длится около 112 дней (с 10 декабря до 1 апреля), а средний максимум ниже нуля с 27 декабря до 17 марта. Суровых зим в Южно-Курильске не бывает, однако высокая влажность и сильный ветер понижают эффективную температуру. Посёлок находится на 44-й широте, поэтому Солнце в ясную погоду достаточно интенсивно прогревает землю, но за зиму наблюдается всего 2 ясных дня.

## Весна
В начале весны преобладают ветры северо-западных и южных направлений, но во второй половине весны преобладают ветры восточных направлений, приносящие с океана влажную пасмурную погоду. Весна наступает, в среднем, 2 апреля, когда средняя суточная температура воздуха устойчиво превышает 0 °C. Снег сходит в конце марта — начале апреля. Весна обычно затяжная и холодная. В дневные часы Солнце поднимается высоко, но сквозь толстый слой облачности оно не способно эффективно разогреть воздух. Весной наблюдается всего 4 ясных дня, преобладает пасмурная погода.

## Лето
В начале лета преобладают ветры восточных направлений, но во второй половине лета дуют ветры переменных направлений, принося, тем самым, то влажную и пасмурную погоду с океана, то более сухую и тёплую погоду с материка или с Японских островов. Лето наступает, в среднем, 10 июля, когда средний минимум начинает регулярно превышать 10 °C. Днём погода довольно прохладная, хотя выглядывающее из-за туч Солнце способно сильно прогреть защищённые от ветра места. Ночи летом тёплые, их температура составляет, в среднем, 10 — 15 °C. Летом наблюдается 3 ясных дня, в начале лета преобладает пасмурная погода, в конце лета — облачная.

## Осень
Осенью ветер разворачивается на юго-западный и северо-западный. Погода становится более сухой, преобладает облачная погода. Осень наступает, в среднем, 6 октября, когда средний минимум начинает регулярно опускаться ниже 10 °C, и длится, в среднем, до середины декабря. Осень характеризуется довольно комфортной и тёплой погодой. Осенью наблюдается всего 2 ясных дня.

## Климатограмма
| Показатель                                       | Янв.  | Фев.  | Март | Апр.  | Май  | Июнь | Июль | Авг. | Сен. | Окт. | Нояб. | Дек.  | Год   |
| ------------------------------------------------ | ----- | ----- | ---- | ----- | ---- | ---- | ---- | ---- | ---- | ---- | ----- | ----- | ----- |
| Абсолютный максимум, °C                          | 8,5   | 9,3   | 12,7 | 20,9  | 26,2 | 29,0 | 30,4 | 30,5 | 27,8 | 22,4 | 18,2  | 14,8  | 30,5  |
| Средний суточный максимум, °C                    | −1,6  | −2,4  | 0,3  | 4,9   | 8,7  | 11,4 | 14,8 | 18,3 | 17,5 | 13,4 | 7,6   | 1,5   | 7,9   |
| Средняя температура, °C                          | −4,2  | −5,3  | −2,4 | 1,7   | 5,2  | 8,6  | 12,4 | 15,9 | 15,1 | 10,8 | 4,7   | −1    | 5,1   |
| Средний суточный минимум, °C                     | −6,4  | −7,8  | −4,7 | −0,5  | 3,0  | 6,8  | 10,7 | 14,1 | 13,0 | 8,3  | 2,0   | −3,3  | 2,9   |
| Абсолютный минимум, °C                           | −16,5 | −20,3 | −18  | −11,4 | −3,1 | 0,3  | 2,8  | 7,0  | 4,3  | −1   | −7,6  | −13,6 | −20,3 |
| Норма осадков, мм                                | 61    | 38    | 74   | 85    | 128  | 104  | 145  | 146  | 172  | 121  | 107   | 72    | 1253  |
| Источник: Погода и климат: Климат Южно-Курильска |       |       |      |       |      |      |      |      |      |      |       |       |       |

| Показатель                                                   | Янв.  | Фев.  | Март  | Апр. | Май  | Июнь | Июль | Авг. | Сен. | Окт. | Нояб. | Дек.  | Год   |
| ------------------------------------------------------------ | ----- | ----- | ----- | ---- | ---- | ---- | ---- | ---- | ---- | ---- | ----- | ----- | ----- |
| Абсолютный максимум, °C                                      | 4,3   | 5,4   | 11,1  | 17,5 | 19,8 | 29,0 | 25,4 | 30,1 | 27,0 | 21,1 | 16,2  | 10,0  | 30,1  |
| Средний суточный максимум, °C                                | −1,6  | −2,1  | 0,9   | 5,3  | 9,3  | 11,5 | 16,0 | 18,5 | 18,0 | 13,5 | 7,6   | 1,7   | 8,2   |
| Средняя температура, °C                                      | −3,8  | −4,5  | −1,6  | 2,2  | 5,7  | 8,8  | 13,3 | 16,0 | 15,6 | 10,9 | 5,0   | −0,6  | 5,6   |
| Средний суточный минимум, °C                                 | −5,9  | −6,9  | −3,8  | −0,1 | 3,5  | 7,0  | 11,5 | 14,3 | 13,7 | 8,4  | 2,5   | −2,8  | 3,5   |
| Абсолютный минимум, °C                                       | −12,8 | −13,8 | −11,1 | −8,3 | −1,8 | 1,3  | 5,9  | 9,8  | 7,2  | −3,5 | −7,3  | −10,5 | −13,8 |
| Средняя облачность, окты                                     | 7,6   | 7,2   | 7,6   | 7,5  | 8,3  | 8,3  | 8,6  | 8,6  | 7,6  | 7,1  | 7,4   | 7,5   | 7,8   |
| Норма осадков, мм                                            | 54    | 56    | 70    | 115  | 122  | 143  | 159  | 207  | 172  | 157  | 114   | 106   | 1474  |
| Средняя влажность, %                                         | 75    | 76    | 78    | 81   | 88   | 94   | 95   | 93   | 85   | 75   | 74    | 72    | 82    |
| Средняя скорость ветра, м/с                                  | 5,4   | 5,2   | 4,8   | 4,4  | 3,8  | 3,4  | 2,9  | 3,1  | 4,0  | 4,9  | 5,1   | 5,5   | 4,4   |
| Источник: Погода и Климат (компиляция данных с метеостанции) |       |       |       |      |      |      |      |      |      |      |       |       |       |

| Месяц, декада           | Янв I | Янв II | Янв III | Фев I | Фев II | Фев III | Мар I | Мар II | Мар III | Апр I | Апр II | Апр III | Май I | Май II | Май III | Июн I | Июн II | Июн III |
| ----------------------- | ----- | ------ | ------- | ----- | ------ | ------- | ----- | ------ | ------- | ----- | ------ | ------- | ----- | ------ | ------- | ----- | ------ | ------- |
| Температура воздуха, °C | −3,6  | −4,4   | −5,1    | −5,8  | −5,7   | −5,3    | −4,1  | −3,0   | −1,7    | 0,2   | 1,5    | 2,9     | 3,9   | 5,1    | 6,2     | 7,2   | 8,4    | 9,7     |

| Месяц, декада           | Июл I | Июл II | Июл III | Авг I | Авг II | Авг III | Сен I | Сен II | Сен III | Окт I | Окт II | Окт III | Ноя I | Ноя II | Ноя III | Дек I | Дек II | Дек III |
| ----------------------- | ----- | ------ | ------- | ----- | ------ | ------- | ----- | ------ | ------- | ----- | ------ | ------- | ----- | ------ | ------- | ----- | ------ | ------- |
| Температура воздуха, °C | 11,1  | 12,4   | 13,6    | 15,2  | 15,9   | 16,1    | 15,6  | 14,9   | 13,9    | 12,4  | 10,8   | 8,8     | 6,2   | 4,3    | 2,4     | 0,6   | −1,0   | −2,5    |

| Среднемесячная температура последних лет | Среднемесячная температура последних лет | Среднемесячная температура последних лет | Среднемесячная температура последних лет | Среднемесячная температура последних лет | Среднемесячная температура последних лет | Среднемесячная температура последних лет | Среднемесячная температура последних лет | Среднемесячная температура последних лет | Среднемесячная температура последних лет | Среднемесячная температура последних лет | Среднемесячная температура последних лет | Среднемесячная температура последних лет | Среднемесячная температура последних лет |
| Месяц                                    | Янв                                      | Фев                                      | Мар                                      | Апр                                      | Май                                      | Июн                                      | Июл                                      | Авг                                      | Сен                                      | Окт                                      | Ноя                                      | Дек                                      | Год                                      |
| 2005 год, °C                             | −3,6                                     | −5,8                                     | −2,6                                     | 1,3                                      | 3,9                                      | 9,6                                      | 11,7                                     | 17,2                                     | 15,9                                     | 12,5                                     | 5,9                                      | −1,2                                     | 5,4                                      |
| 2006 год, °C                             | −4,9                                     | −4,7                                     | −1,2                                     | 0,8                                      | 6,3                                      | 7,9                                      | 12,6                                     | 17,5                                     | 16,0                                     | 10,2                                     | 5,7                                      | −1,0                                     | 5,4                                      |
| 2007 год, °C                             | −3,6                                     | −3,8                                     | −1,6                                     | 1,4                                      | 4,9                                      | 10,2                                     | 12,3                                     | 17,5                                     | 15,1                                     | 10,9                                     | 4,4                                      | −1,0                                     | 5,6                                      |
| 2008 год, °C                             | −5,2                                     | −5,4                                     | −0,5                                     | 2,0                                      | 5,3                                      | 8,5                                      | 12,6                                     | 15,6                                     | 16,4                                     | 11,6                                     | 4,7                                      | 0,9                                      | 5,5                                      |
| 2009 год, °C                             | −1,7                                     | −4,3                                     | −0,6                                     | 2,3                                      | 6,7                                      | 8,5                                      | 11,9                                     | 15,2                                     | 15,0                                     | 11,2                                     | 4,6                                      | −1,2                                     | 5,6                                      |
| 2010 год, °C                             | −2,9                                     | −4,6                                     | −1,9                                     | 1,8                                      | 4,9                                      | 10,0                                     | 14,2                                     | 18,4                                     | 16,9                                     | 11,4                                     | 5,7                                      | 1,4                                      | 6,3                                      |
| 2011 год, °C                             | −4,7                                     | −3,6                                     | −1,8                                     | 2,6                                      | 4,2                                      | 9,6                                      | 14,4                                     | 16,7                                     | 16,5                                     | 11,5                                     | 5,8                                      | −1,5                                     | 5,8                                      |
| 2012 год, °C                             | −4,4                                     | −6,7                                     | −2,6                                     | 1,5                                      | 5,3                                      | 8,4                                      | 12,6                                     | 16,2                                     | 17,4                                     | 11,8                                     | 5,4                                      | −1,4                                     | 5,3                                      |
| 2013 год, °C                             | −5,6                                     | −5,6                                     | −2,2                                     | 2,2                                      | 3,8                                      | 9,2                                      | 14,2                                     | 15,5                                     | 16,0                                     | 11,5                                     | 5,9                                      | 0,9                                      | 5,5                                      |
| 2014 год, °C                             | −4,5                                     | −4,4                                     | –2,4                                     | 1,9                                      | 5,2                                      | 9,6                                      | 13,7                                     | 17,3                                     | 15,6                                     | 10,6                                     | 5,7                                      | –0,8                                     | 5,6                                      |
| 2015 год, °C                             | −2,9                                     | −2,5                                     | –0,1                                     | 3,2                                      | 7,4                                      | 9,1                                      | 13,7                                     | 15,4                                     | 14,7                                     | 10,2                                     | 4,5                                      | 0,2                                      | 6,0                                      |
| 2016 год, °C                             | −4,2                                     | −4,3                                     | –1,4                                     | 2,2                                      | 7,4                                      | 7,4                                      | 12,2                                     | 15,9                                     | 13,9                                     | 9,0                                      | 1,7                                      | –1,9                                     | 5,1                                      |
| 2017 год, °C                             | −4,5                                     | −4,1                                     | –2,6                                     | 1,5                                      | 6,2                                      | 7,4                                      | 14,2                                     | 15,0                                     | 14,7                                     | 9,6                                      | 4,3                                      | –1,4                                     | 5,0                                      |
| 2018 год, °C                             | –3,0                                     | –5,3                                     | –0,9                                     | 2,7                                      | 6,1                                      | 8,9                                      | 12,0                                     | 14,7                                     | 15,2                                     | 12,2                                     | 6,2                                      | −0,7                                     | 5,7                                      |
| 2019 год, °C                             |                                          |                                          |                                          |                                          |                                          |                                          |                                          |                                          |                                          |                                          |                                          |                                          |                                          |
| 2020 год, °C                             |                                          |                                          |                                          |                                          |                                          |                                          |                                          |                                          |                                          |                                          |                                          |                                          |                                          |
| 2021 год, °C                             |                                          |                                          |                                          |                                          |                                          |                                          |                                          |                                          |                                          |                                          |                                          |                                          |                                          |
| 2022 год, °C                             |                                          |                                          |                                          |                                          |                                          |                                          |                                          |                                          |                                          |                                          |                                          |                                          |                                          |
| 2023 год, °C                             | −5,0                                     | −5,1                                     | 0,9                                      | 4,1                                      | 7,7                                      | 11,3                                     | 17,1                                     | 19,2                                     | 18,7                                     | 12,9                                     | 7,0                                      | -0,5                                     | 7,4                                      |
| 2024 год, °C                             | −2,7                                     | −4,9                                     | -1,9                                     | 4,3                                      | 6,8                                      | 10,5                                     | 16,3                                     | 17,9                                     |                                          |                                          |                                          |                                          |                                          |
| ---------------------------------------- | ---------------------------------------- | ---------------------------------------- | ---------------------------------------- | ---------------------------------------- | ---------------------------------------- | ---------------------------------------- | ---------------------------------------- | ---------------------------------------- | ---------------------------------------- | ---------------------------------------- | ---------------------------------------- | ---------------------------------------- | ---------------------------------------- |

| Максимальная и минимальная среднемесячная температура | Максимальная и минимальная среднемесячная температура | Максимальная и минимальная среднемесячная температура | Максимальная и минимальная среднемесячная температура | Максимальная и минимальная среднемесячная температура | Максимальная и минимальная среднемесячная температура | Максимальная и минимальная среднемесячная температура | Максимальная и минимальная среднемесячная температура | Максимальная и минимальная среднемесячная температура | Максимальная и минимальная среднемесячная температура | Максимальная и минимальная среднемесячная температура | Максимальная и минимальная среднемесячная температура | Максимальная и минимальная среднемесячная температура |
| Месяц                                                 | Янв                                                   | Фев                                                   | Мар                                                   | Апр                                                   | Май                                                   | Июн                                                   | Июл                                                   | Авг                                                   | Сен                                                   | Окт                                                   | Ноя                                                   | Дек                                                   |
| Самый тёплый, °C                                      | −1,3                                                  | −2,4                                                  | 0,9                                                   | 4,3                                                   | 8,4                                                   | 12,2                                                  | 18,1                                                  | 19,2                                                  | 18,7                                                  | 12,8                                                  | 7,0                                                   | 2,2                                                   |
| Самый холодный, °C                                    | −7,9                                                  | −9,6                                                  | −5,4                                                  | −0,3                                                  | 3,8                                                   | 5,0                                                   | 9,2                                                   | 13,1                                                  | 13,0                                                  | 8,5                                                   | 0,8                                                   | −5,1                                                  |
| ----------------------------------------------------- | ----------------------------------------------------- | ----------------------------------------------------- | ----------------------------------------------------- | ----------------------------------------------------- | ----------------------------------------------------- | ----------------------------------------------------- | ----------------------------------------------------- | ----------------------------------------------------- | ----------------------------------------------------- | ----------------------------------------------------- | ----------------------------------------------------- | ----------------------------------------------------- |

| Среднемесячная температура последних десятилетий | Среднемесячная температура последних десятилетий | Среднемесячная температура последних десятилетий | Среднемесячная температура последних десятилетий | Среднемесячная температура последних десятилетий | Среднемесячная температура последних десятилетий | Среднемесячная температура последних десятилетий | Среднемесячная температура последних десятилетий | Среднемесячная температура последних десятилетий | Среднемесячная температура последних десятилетий | Среднемесячная температура последних десятилетий | Среднемесячная температура последних десятилетий | Среднемесячная температура последних десятилетий | Среднемесячная температура последних десятилетий |
| Месяц                                            | Янв                                              | Фев                                              | Мар                                              | Апр                                              | Май                                              | Июн                                              | Июл                                              | Авг                                              | Сен                                              | Окт                                              | Ноя                                              | Дек                                              | Год                                              |
| 2004-2013, °C                                    | -3,5                                             | -4,5                                             | -1,4                                             | 2,2                                              | 5,7                                              | 9,4                                              | 13,3                                             | 17,2                                             | 16,3                                             | 11,4                                             | 5,8                                              | -0,3                                             | 6,0                                              |
| 1994-2003, °C                                    | -4,4                                             | -5,5                                             | -2,5                                             | 2,2                                              | 5,8                                              | 9,3                                              | 12,9                                             | 15,8                                             | 15,5                                             | 11,2                                             | 4,6                                              | -2,0                                             | 5,3                                              |
| 1984-1993, °C                                    | -4,4                                             | -5,1                                             | -2,4                                             | 1,9                                              | 5,4                                              | 8,7                                              | 12,1                                             | 15,7                                             | 14,5                                             | 10,4                                             | 4,3                                              | -0,9                                             | 5,0                                              |
| ------------------------------------------------ | ------------------------------------------------ | ------------------------------------------------ | ------------------------------------------------ | ------------------------------------------------ | ------------------------------------------------ | ------------------------------------------------ | ------------------------------------------------ | ------------------------------------------------ | ------------------------------------------------ | ------------------------------------------------ | ------------------------------------------------ | ------------------------------------------------ | ------------------------------------------------ |

### Температура воды
| Показатель              | Янв. | Фев. | Март | Апр. | Май | Июнь | Июль | Авг. | Сен. | Окт. | Нояб. | Дек. | Год  |
| ----------------------- | ---- | ---- | ---- | ---- | --- | ---- | ---- | ---- | ---- | ---- | ----- | ---- | ---- |
| Абсолютный максимум, °C | 5,0  | 1,8  | 3,0  | 5,8  | 9,7 | 15,3 | 18,3 | 21,3 | 21,1 | 18,2 | 13,3  | 8,1  | 21,3 |
| Средняя температура, °C | 0,1  | −1   | −0,4 | 1,7  | 4,3 | 7,8  | 11,7 | 15,5 | 16,1 | 13,0 | 8,3   | 3,4  | 6,7  |
| Абсолютный минимум, °C  | −1,9 | −1,9 | −1,9 | −1,3 | 0,7 | 2,0  | 4,8  | 9,8  | 11,3 | 7,3  | 2,2   | −1,6 | −1,9 |